# Wohnhaus Lange Straße 38
Das Wohnhaus Lange Straße 38 in Diepholz stammt aus dem 19. Jahrhundert.
Aktuell (2024) wird es als Wohn- und Geschäftshaus genutzt.
Das Gebäude steht unter Denkmalschutz (siehe auch Liste der Baudenkmale in Diepholz).

## Beschreibung
Das zweigeschossige massive traufständige klassizistische Gebäude mit Walmdach und mittigem Giebelrisalit, Rundbogenfenster im Risalit sowie Geschoss- und Kämpfergesimse stammt von 1805. Es wurde Anfang des 19. Jahrhunderts verändert. Später erfolgte im Erdgeschoss der Einbau zweier Läden.
Das Landesdenkmalamt befand: „… geschichtliche Bedeutung … als klassizistisches repräsentatives Wohnhaus …“